# 女神大橋
女神大橋（めがみおおはし）は、長崎県長崎市の長崎県道51号長崎南環状線および臨港道路女神大橋線にある斜張橋。両側に歩道が設けられている（自転車通行と共用）。
長崎港の港口に架かる。ながさき女神大橋道路区間である。

## 概要
長崎市内の慢性化した交通渋滞の緩和と、長崎港の両岸に分散している港湾施設の連携強化・物流の効率化を図る事を目的として建設された。愛称は「ヴィーナスウィング」（公募の結果）。
長崎港に大型の客船が出入りすることを考慮して、水面から非常に高い場所を人や車が通行する斜張橋の形式を取っており、世界最大級の客船クイーン・メリー2などもこの下を通過出来ている。また、夜間はライトアップされ、観光都市長崎の新たなランドマークとしても期待されている。2005年（平成17年）度の土木学会田中賞に選ばれた。
2005年12月11日に女神大橋を含む約4 km区間が供用を開始した。2011年2月13日には高速道路長崎自動車道と接続され、新たな幹線道路網を形成した。また女神大橋を含む1.9 km区間は長崎県道路公社がながさき女神大橋道路として管理する有料道路である。

### 通行料金
- 普通車・中型車・軽自動車等：100円
- 大型車：150円
- 特大車：310円
- 軽車両等：10円
- 歩行者：無料

## 事業概要

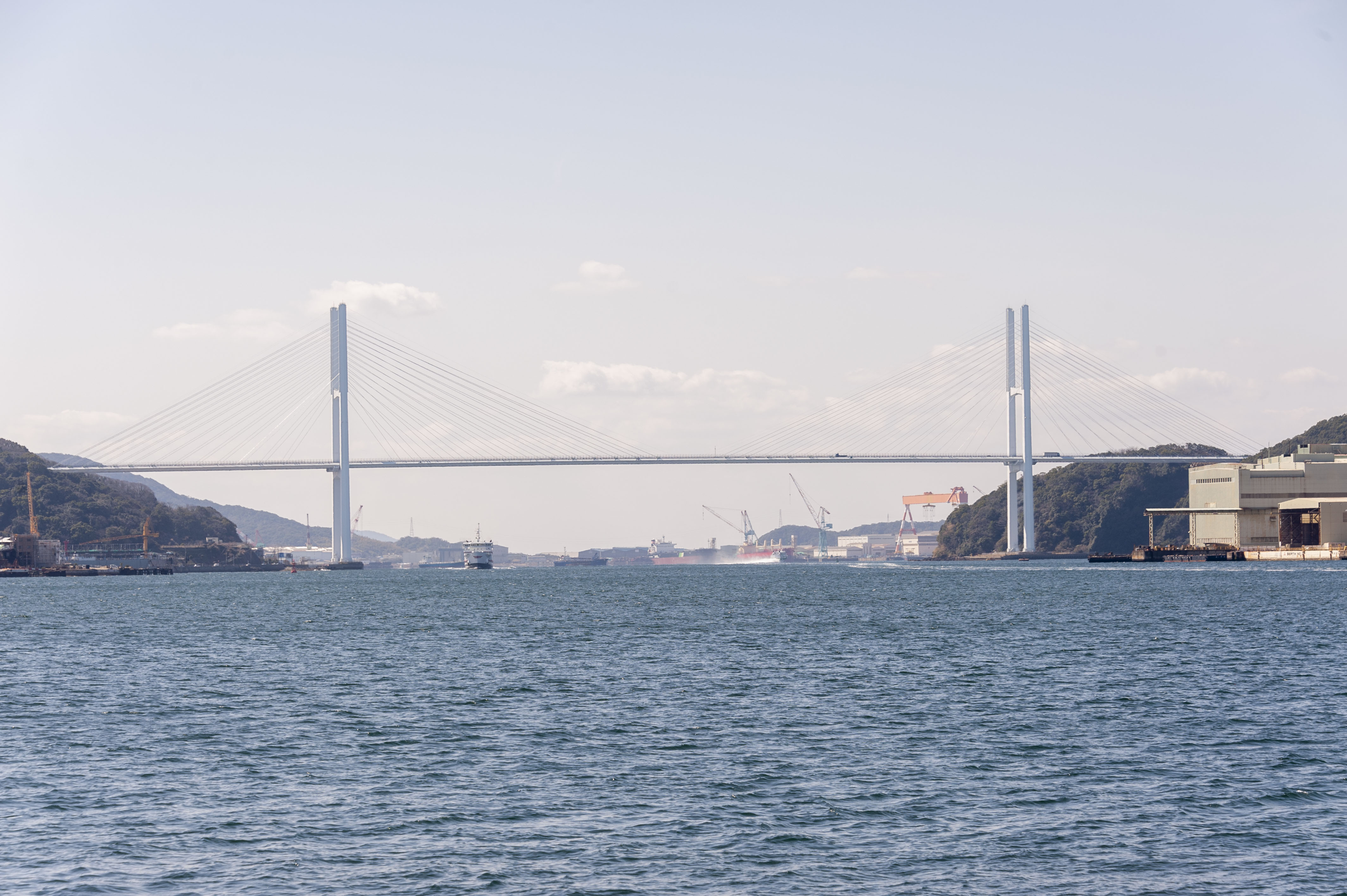
女神大橋遠景

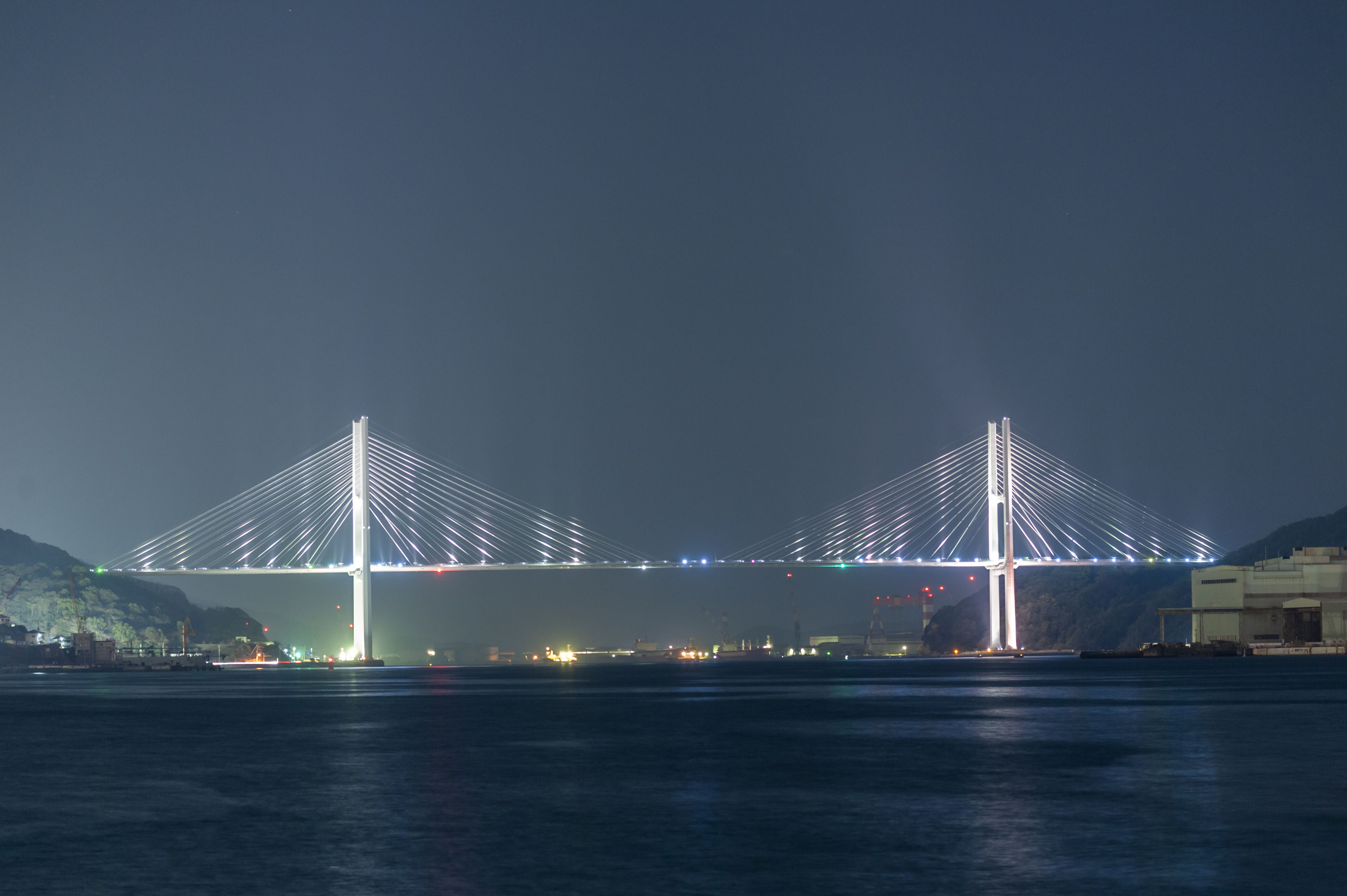
夜間ライトアップ

- 延長：1,289 m（斜張橋部880 m + 取付高架橋部409 m）
- 事業主体：国土交通省（下部工）、長崎県（上部工）
- 工事期間：1994年度 - 2005年度
- 橋梁形式：3径間連続鋼斜張橋
- 活荷重：B活荷重
- 支間長：200 m + 480 m + 200 m
- 車線数：4車線（3.25 m×4）+両側歩道（3.00 m×2）
- 設計速度：60 km/h
- 主桁断面：フェアリング付逆台形箱桁
- ケーブル：マルチファン2面 13段（直径115-180 mm）
- 主塔形状：H型（高さ170 m）
- 設計基本風速：V10 = 49 m/s

## 交通量
長崎県道路公社
| 年度       | 一日平均台数 |
| ---------- | ------------ |
| 平成30年度 | 8,690        |
| 令和１年度 | 8,380        |

## 交通安全祈願碑

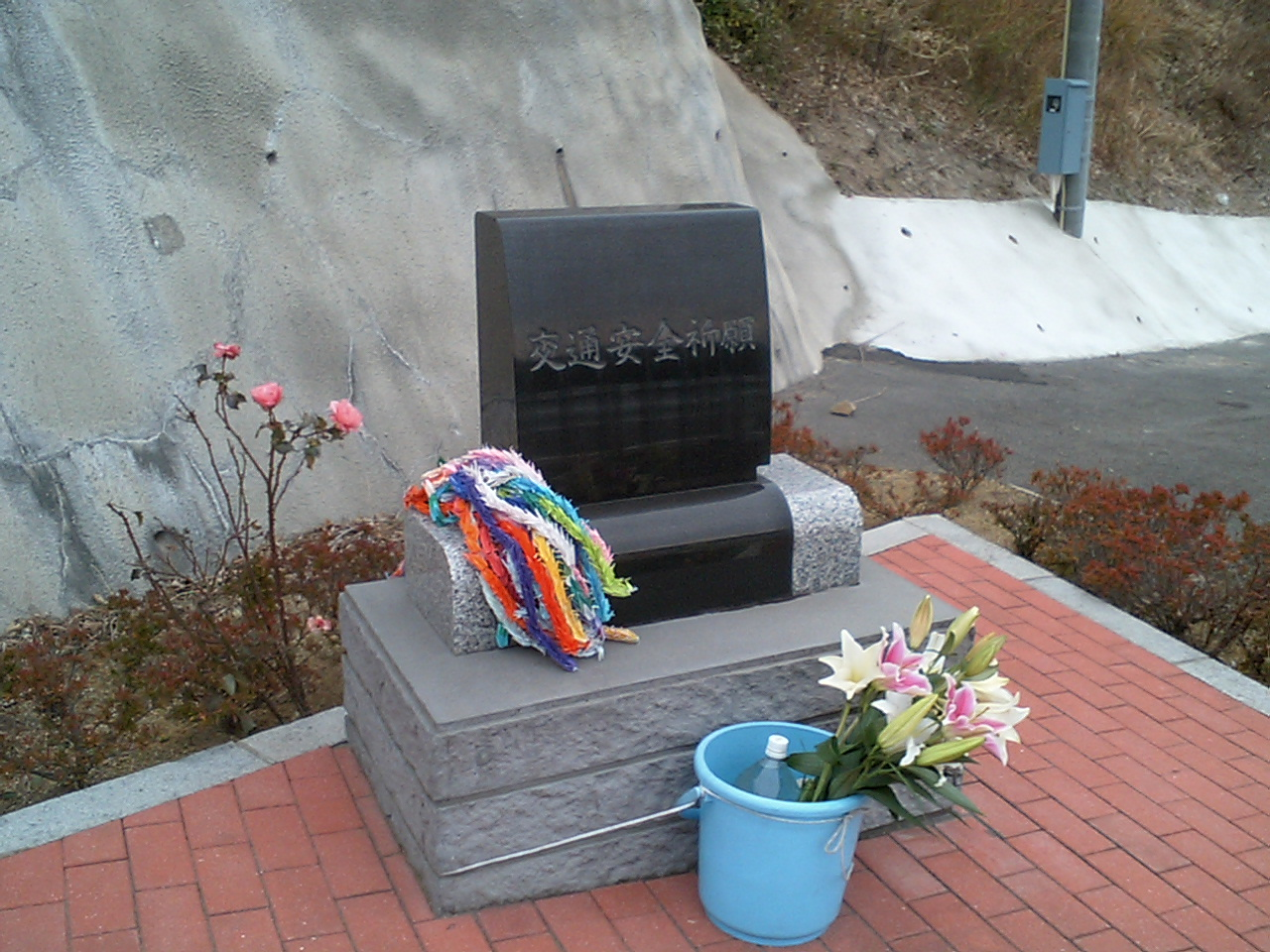
折鶴の捧げられた祈願碑

女神大橋木鉢側入り口の近くに交通安全祈願碑として設置されている石碑は、建設中の頃この付近で起きた事故の慰霊碑である。2001年8月10日、当時中学1年生の男子生徒が女神大橋の関連工事で通りかかったクレーンにはねられ、死亡したことを受け設置された。